# Khu hệ Ediacara

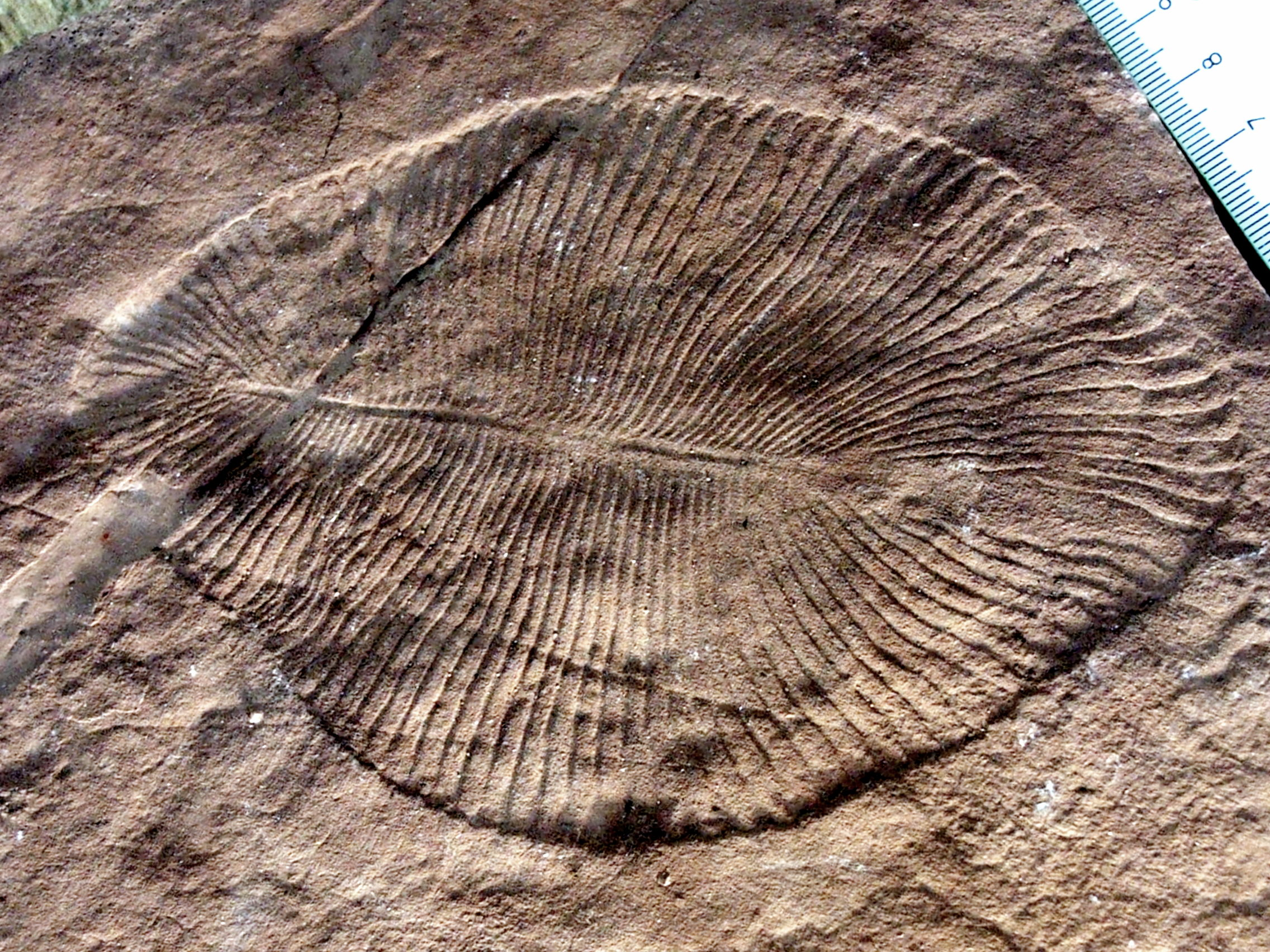
Dickinsonia costata, một sinh vật Ediacaran, hiển thị hình dạng bông đặc trưng của Ediacaran enigmata

Ediacara (/ˌiːdiˈækərən/; trên trước đây Vendian) là những thực thể sống dạng ống hình lá, phần lớn cố định, sống vào kỷ Ediacara khoảng 635-542 triệu năm trước đây. Ediacaran có thể đã xuất hiện sau sự bùng nổ Avalon.